# Nowa Starówka w Kołobrzegu
Nowa Starówka w Kołobrzegu - zwyczajowa nazwa osiedla mieszkaniowego w Śródmieściu Kołobrzegu wybudowanego na przełomie lat 80. i 90. XX wieku.
Administracyjne Nowa Starówka wchodzi w skład jednostki pomocniczej Osiedle Nr 2 Śródmiejskie.

## Historia
Pomysł budowy nowego osiedla w miejscu zburzonej w wyniku działań wojennych i powojennych wyburzeń zabudowy centrum miasta powstał w 1984 roku. W 1985 roku przystąpiono do realizacji projektu. Prace realizowano według koncepcji Michała Witwickiego z Międzyresortowej Komisji ds. Rewaloryzacji Miast i Zespołów Staromiejskich.
W ciągu kilkunastu lat wzniesiono kilkanaście bloków mieszkalnych, które stylowo z zewnątrz nawiązywały do dawnego budownictwa miast pomorskich, ale nie były ich kopią. Odtworzono przy tym średniowieczną siatkę kołobrzeskich ulic, a także przeprowadzono badania archeologiczne odkrytych podczas robienia wykopów piwnic.
Pierwotnie domy przy ul. Giełdowej, ul. Dubois, ul. Gierczak, ul. Narutowicza, ul. Katedralnej i ul. Rzecznej, projektowane były tak, by fasady nawiązywały stylem do historycznych kamieniczek średniowiecznych. Z czasem jednak zaczęto pozwalać sobie na pewną dowolność czego przykładem jest fragment ul. Armii Krajowej.